# Elżbieta Mukosiej
Elżbieta Mukosiej (ur. 1 stycznia 1983 w Białymstoku) – polska koszykarka, występująca na pozycji rzucającej, po zakończeniu kariery zawodniczej trenerka koszykarska.
W czerwcu 2009 dołączyła do Lotosu Gdynia.

## Osiągnięcia
Na podstawie, o ile nie zaznaczono inaczej.

### NJCAA
- Zaliczona do składu:
  - NJCAA honorable mention All-American (2006)
  - honorable mention All-Region (2005)
  - All-Region Academic (2005)

### NCAA
- Uczestniczka I rundy turnieju Women’s National Invitation Tournament (WNIT – 2008)
- MVP turnieju Christmas City Classic (2007)[5]
- laureatka nagród:
  - Junior Female Athlete of the Year (2007)
  - A Clutch Player (2007)
- Zaliczona do składu:
  - honorable mention All-Big East (2007)
  - Big East Honor Roll (4x – 2006/2007)
- Zawodniczka kolejki konferencji Big East (4 x 2006/2007)

### Drużynowe
- Mistrzyni Polski (2010)
- Wicemistrzyni I ligi (2014)[6]
- Zdobywczyni Pucharu Polski (2010)[7]
- Finalistka Superpucharu Polski (2009)[8]

### Reprezentacja
- Uczestniczka kwalifikacji do mistrzostw Europy 3x3 (2014 – 5. miejsce)[9]